# Conde de Alferrarede
Conde de Alferrarede é um título nobiliárquico criado por D. Carlos I de Portugal, por Decreto de 7 e Carta de 20 de Maio de 1903, em favor de Carlos de Sá Pais do Amaral Pereira de Meneses, antes 1.º Visconde de Alferrarede.
Titulares
1. Carlos de Sá Pais do Amaral Pereira de Meneses, 1.º Visconde e 1.º Conde de Alferrarede.

Após a Implantação da República Portuguesa, e com o fim do sistema nobiliárquico, usou o título: 
1. Miguel Maria de Sá Pais do Amaral, 4.º Conde de Alferrarede.